# Trésor des Chartes
Pour l’article homonyme, voir Trésor des Chartes de Lorraine.
Le Trésor des Chartes, en latin thesaurus chartarum, est le fonds le plus ancien des archives royales conservé par les Archives nationales françaises.

## Historique
Il a été souvent écrit que la décision de conserver les archives de la couronne en un lieu unique ait été prise après la défaite de Fréteval. Le 5 juillet 1194, Philippe Auguste affronte Richard Cœur de Lion aux abords de la forêt de Fréteval (près de Vendôme). Richard lui inflige une cuisante défaite, à l'issue de laquelle le roi de France perd ses équipages, son trésor et ses archives, dont le sceau royal, qu'il transportait dans ses campagnes militaires.
Philippe Auguste aurait alors été contraint de reconstituer ses chartes domaniales, les registres et archives particulières de la couronne royale.
Yann Potin a montré qu'il s'agissait d'une légende infirmée par les faits. La création d'un dépôt remonte plutôt à 1204, date de l'intégration du duché de Normandie au royaume de France. Ou plutôt c'est à partir de cette date que les actes administratifs commencent à être systématiquement conservés.
La légende des archives perdues lors de la bataille a été forgée par le pouvoir pour justifier de l'absence de fonds plus ancien, à l'image des archives anglaises. La dynastie capétienne souffre donc d'une fragilité juridique marquée par l'absence d'assises documentaires, d'où le recours à ce passé mythique des archives de la couronne.

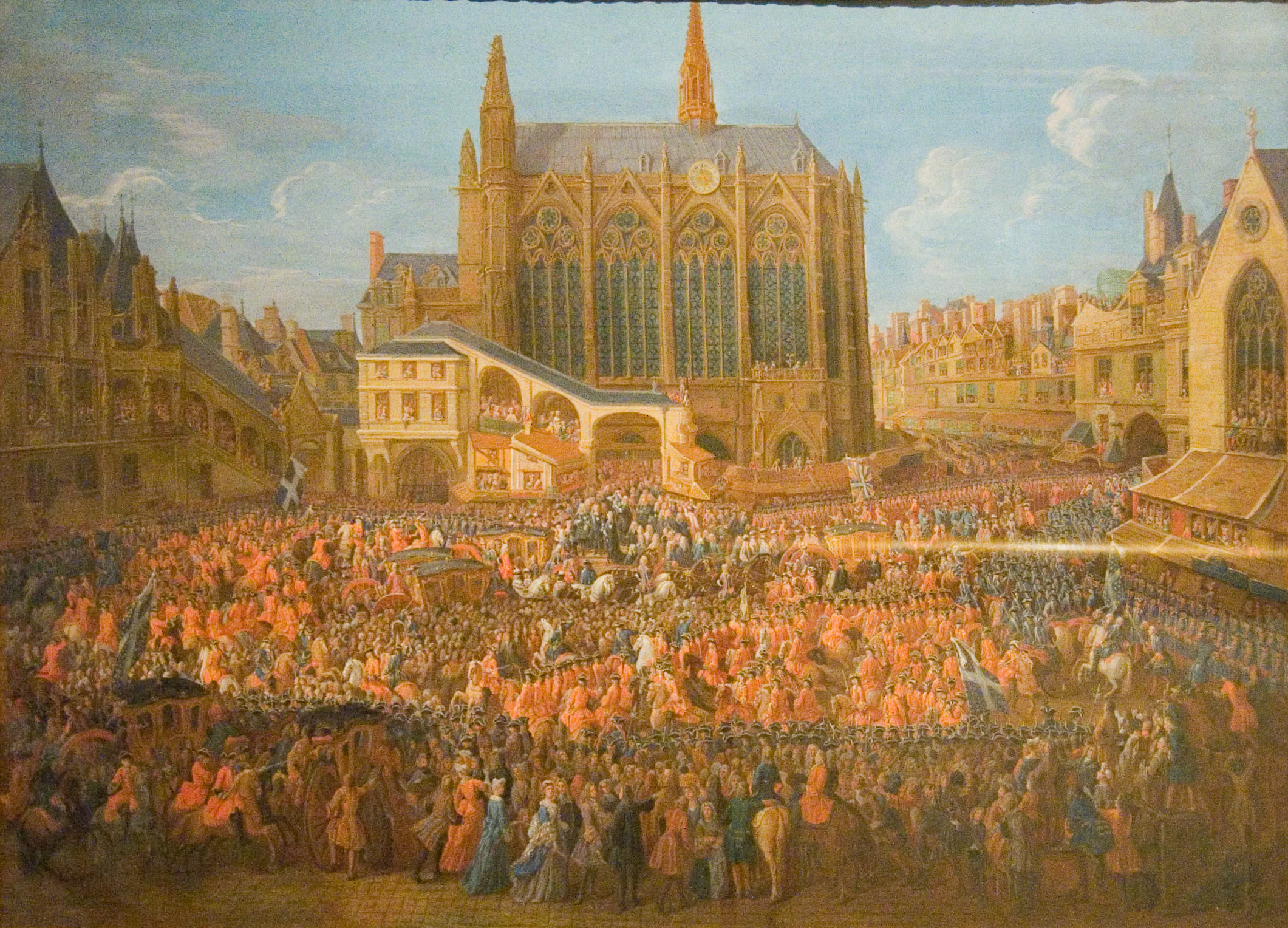
Pierre-Denis Martin, Louis XV jeune sortant du Parlement en 1715. Musée Carnavalet

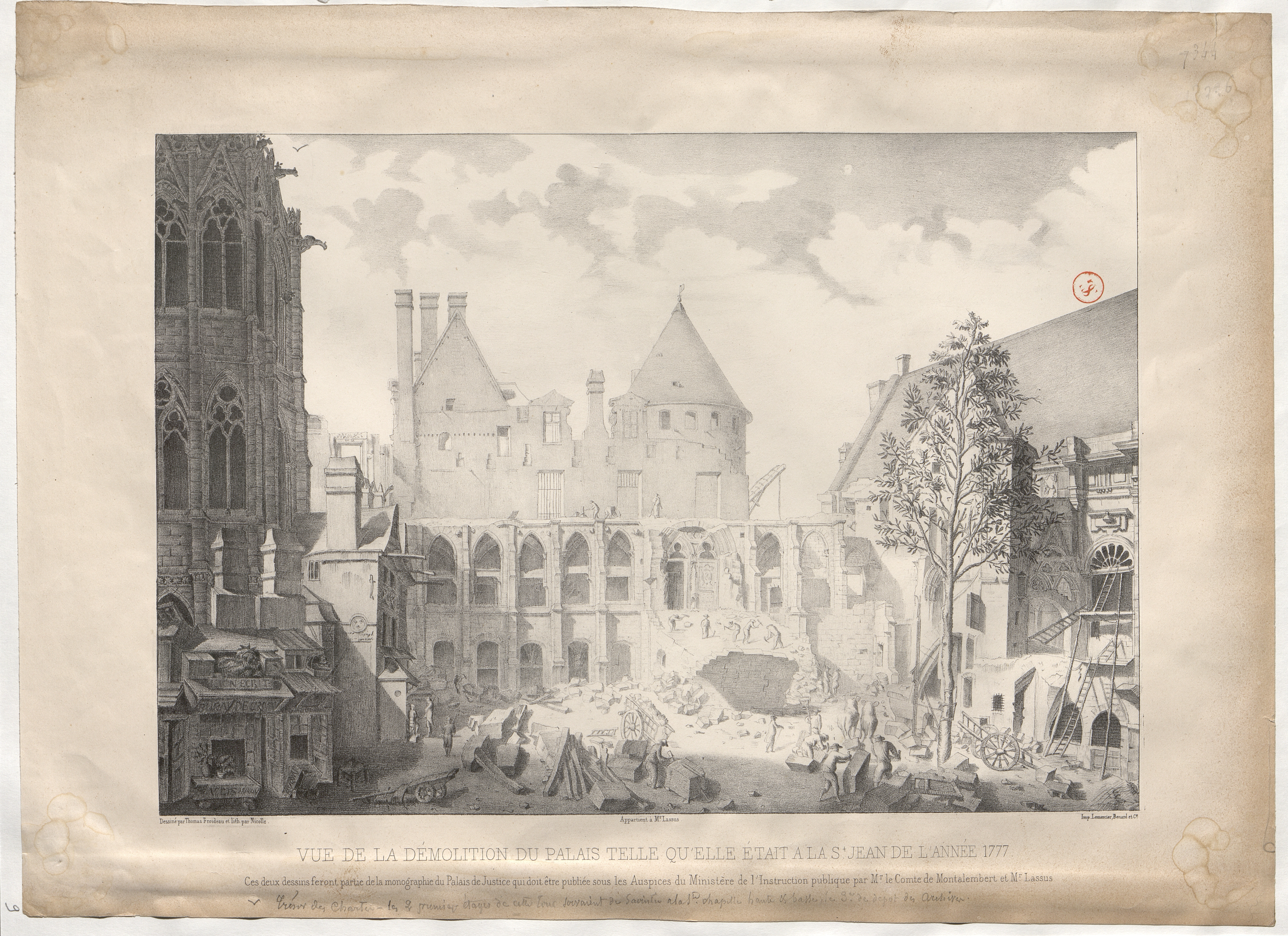
La démolition du Palais de Justice en 1777

À partir de 1231, Louis IX, saint Louis, impose que les documents soient entreposés au Palais de la Cité. La garde en est confiée à l'officier qui a la garde de la résidence royale, le concierge Adam. au moment où se construit la Sainte-Chapelle, le roi fait construire un lieu spécial sur son côté nord pour abriter le trésor de la Sainte-Chapelle. Ce bâtiment n'était accessible que par la Sainte-Chapelle. Le rez-de-chaussée était la sacristie de la chapelle basse, le premier étage, la sacristie de la chapelle haute aussi appelé revestiaire, le second étage auquel on accédait par un escalier à vis était réservé aux archives du roi et à sa bibliothèque. Ce bâtiment apparaît sous le nom de Trésor des chartes vers 1334. En 1254, les archives et, plus tard vers 1300-1302 les registres de chancellerie contenant le plus souvent des chartes d'actes royaux scellés de cire verte, sont déposés au troisième étage de la sacristie de la Sainte-Chapelle du palais avec la bibliothèque royale, au-dessus du « trésor » de reliques et de joyaux conservé au rez-de-chaussée. Le tableau de Pierre-Denis Martin montrant le jeune Louis XV sortant d'un lit de justice tenu au Parlement en 1715 nous fait découvrir ce curieux bâtiment accolé à la Sainte-Chapelle. Les archives y restent jusqu'à la démolition du bâtiment en 1783 après l'incendie du Palais de la Cité en 1776 et la volonté de construire une aile à son emplacement. Un dessin de Thomas Froideau, assistant de l'architecte Pierre Desmaisons chargé de la reconstruction du Palais de Justice, montre l'état 1777 avec le Trésor des Chartes à gauche encore debout.
Les archives de Philippe le Bel et de ses trois enfants occupent presque un tiers des documents conservés. On appelait « layettes » les coffres qui renfermaient ces archives. Pierre d'Étampes est le premier portant le titre de garde du Trésor des chartes, nommé par lettres patentes le 27 avril 1307 jusqu'en 1324. Il a été garde du Trésor des chartes pour Philippe le Bel et ses trois fils. Il était aussi chanoine de Sens. Il a établi un premier inventaire des chartes probablement dès 1309 jusqu'en 1318 qu'il avait rangées en 17 parties. Pierre d'Étampes a été aidé par un secrétaire, Jeannot Boitleau ainsi que par plusieurs notaires.
Pierre Dupuy, ou Pierre Du Puy, garde de la Bibliothèque du roi et écrivain français, né à Agen en 1582, mort en 1651 travailla avec ardeur à l'inventaire du trésor des chartes à partir de 1615, avec l'aide de Théodore Godefroy.

#### Sources anciennes
- Pierre Dupuy et Théodore Godefroy, Inventaire des chartes du Trésor du Roy estant en la Saincte Chapelle du Palais, faict par Messieurs Dupuy et Godefroy, advocats en Parlement, suivant l'arrest du Conseil d'Estat de Sa Majesté, du 21e may 1615. IX-Table des sept volumes des inventaires du Trésor des Chartes du Roy (lire en ligne) ms. Colbert 100
- Pierre Nicolas Bonamy, « Mémoire historique sur le Trésor des chartes et sur son état actuel », Mémoires de littérature tirés des registres de l'Académie royale des inscriptions et belles-lettres depuis l'année MDCCLVIII jusques & y compris l'année MDCCLX, t. 30,‎ 1764, p. 697-728 (lire en ligne)
- Calames. Manuscrits de la Bibliothèque de l'Institut de France, Ms 430-442. Inventaire du Trésor des chartes, par Pierre Dupuy et Théodore Godefroy, XVIIe s.
- Léon Dessalles, « Le Trésor des chartes, sa création, ses gardes et leurs travaux, depuis l’origine jusqu’en 1582 », Mémoires présentés par divers savants étrangers à l’Académie, t. 1,‎ 1844, p. 365-461 (lire en ligne), compte-rendu par Louis Douët d'Arcq, « Le Trésor des chartes, sa création, ses gardes et leurs travaux, depuis l'origine jusqu'en 1582, par L. Dessalles », Bibliothèque de l'École des chartes, t. 6,‎ 1845, p. 79-82 (lire en ligne)

- Thesaurus chartarum Franciæ : Layettes du Trésor des chartes / Ministère d'État - Archives de l'Empire.
- Étude sur la constitution du Trésor des chartes, v. 5, p. [i]-ccxxiv. Vols. 1-2, tome 1. De l'année 755 à l'année 1223, par A. Teulet, t. 2. De l'année 1224 à l'année 1246, par A. Teulet, tome 3. De l'année 1247 à l'année 1260 et Tables, par J. de Laborde, 2 vol., tome 4. De l'année 1261 à l'année 1270, par E. Berger, tome 5. Ancienne série des sacs dite aujourd'hui supplément / par H.-F. Delaborde. Archives nationales, Paris : H. Plon 1963-1909.
- Layettes du Trésor des Chartes, Paris, 1863-1902, 4 vol. in-4°, tome I : 755-1223, par Alexandre Teulet, 1863.
- « Note sur une série de registres du Trésor des chartes anciennement cotés par lettres », Henri-François Delaborde, Bibliothèque de l'école des chartes, 1900, Volume 61, no 61, p. 5-11.
- Registres du trésor des chartes, inventaire analytique établi par les archivistes aux Archives nationales sous la direction de Robert Fawtier, 1958, Impr. nationale, trois volumes.

#### Travaux récents
- Krzysztof Pomian, « Les Archives, du Trésor des Chartes au Caran », dans Pierre Nora (dir.), Les lieux de mémoire, tome III, vol. 3, Paris Gallimard, 1992.
- Yann Potin, La mise en archives du trésor des chartes (XIIIe-XIXe siècle), positions de thèse, École des chartes, 2007 [lire en ligne].
- Yann Potin, Trésor, écrits, pouvoirs. Archives et bibliothèques d'État en France à la fin du Moyen Âge, Paris, CNRS Éditions, 2020
- Olivier Guyotjeannin et Yann Potin, « La fabrique de la perpétuité : le trésor des chartes et les archives du royaume, XIIIe-XIXe s. », Revue de synthèse. Fabrique des archives, fabrique de l’histoire, 5e série, 2004, p. 15-44 (article suivi d’une bibliographie complète).
- Charles Samaran, « La Gascogne dans les registres du Trésor des chartes », Annales du Midi, t. 76, nos 68-69,‎ 1964, p. 441-445 (lire en ligne)